# Heruvim

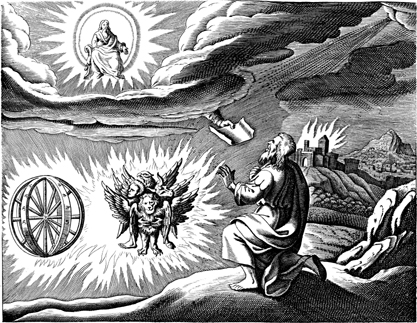
Reprezentare tradițională a viziunii lui Ezechiel, cu heruvimi și care de foc

Heruvim (sau Cherubin) este o clasă specială de îngeri, care urmează ierarhic după serafimi. Heruvimii sunt menționați de mai multe ori în Biblie și sunt prezentați ca făpturi cerești înaripate.
Conform Vechiului Testament, două sculpturi ale unor făpturi înaripate fabuloase (heruvimi) împodobeau Chivotul Legii din Templul Solomonian din Ierusalim. Sculpturile susțineau pe aripile lor pe nevăzutul Iehova.
Cuvântul heruvim este în limba ebraică la plural (cu terminația -im). La singular ar fi heruv, dar în limba română cultică, prin tradiție, cuvântul heruvim este folosit la singular, cu pluralul heruvimi.
Biblia relatează că Domnul i-a arătat prorocului Ezechiel o vedenie a celor patru heruvimi. Fiecare din creaturile (heruvimii) pe care Ezechiel le-a văzut (Ezechiel 1:10) aveau chip de leu, vițel, om și vultur, reprezentând, simbolic, cele patru Evanghelii:
- Marcu vorbește despre Împăratul Hristos, care posedă măreția de rege a leului.
- Luca îl redă pe Iisus, slujitorul lui Dumnezeu care posedă puterea și slujirea răbdătoare a vițelului.
- Matei îl prezintă pe omul Iisus Hristos, care are toate acele calități, pe care Dumnezeu le-a dat omenirii fără de păcate.
- Ioan îl prezintă pe Iisus Hristos, care posedă glorie înaltă și o stăpânire de vultur? [2]

Heruvimii sunt cei care fac ordine în mișcarea începută și neîncepută a universului și lumii materiale. Ei poartă bucuria și răspândesc iubirea Ființei Atotputernice, apărând în ochii muritorilor hărăziți pentru a-i vedea sub forma unor copii cu aripi. În ciuda drăgălășeniei lor, heruvimilor le-a fost acordată puterea înțelepciunii lui Dumnezeu și cea de a păzi Cunoașterea Supremă.
Heruvimii sunt a doua ceată - după Serafimi - din prima ierarhie cerească. Înseamnă "înțelegere, revărsare de înțelepciune". 

## Mitologie
Heruvimii sunt frecvent întâlniți în mitologia Orientului Apropiat, rolul lor fiind de a purta tronul zeității 

## Etimologie
Originea termenului e legată de funcția heruvimilor, fie că aceasta este de mijloc de transport al marilor divinități, fie aceea de lăudători ai acestora.

## Corelația heruvimi - OZN-uri
Heruvimii sunt, conform "Dicționarului de mitologie generală" scris de Victor Kernbach, făpturi zoomorfe zburătoare, înfățișate cu aripi, simbolizând, în epoca arhaică, fulgerele și norii. Ei îl transportau în zbor pe Dumnezeu într-o manieră care sugerează o alcătuire tehnică. În cazul răpirilor extraterestre moderne sunt semnalate făpturi asemănătoare.